# Мальш (Віслох)
Мальш  (нім. Malsch) — громада в Німеччині, знаходиться в землі Баден-Вюртемберг. Підпорядковується адміністративному округу Карлсруе. Входить до складу району Рейн-Неккар.
Площа — 6,77 км2. Населення становить 3465 ос. (станом на 31 грудня 2020).

## Міста-побратими
- Замарді, Угорщина